# Kodonospora tetracolumnaris
Kodonospora tetracolumnaris är en svampart som beskrevs av K. Ando 1993. Kodonospora tetracolumnaris ingår i släktet Kodonospora, divisionen sporsäcksvampar och riket svampar.   Inga underarter finns listade i Catalogue of Life.